# Suzuki Bandit
La sèrie Suzuki Bandit és una família de motocicletes fabricades per Suzuki que va venir a substituir la línia GS a partir de 1989. Són motocicletes de tipus estàndard-esportiu i inclouen els següents models:
- GSF250, 248 cc enfriada a líquido (1989-2000)
- GSF400, 398 cc enfriada a líquido (1989-1997)
- GSF600, 599 cc SACS (1995-2004)
- GSF650, 656 cc SACS (2005-2006), 656 cc Refrigeració liquida (2007-2014)
- GSF750, 748 cc SACS (1996-1999)
- GSF1200, 1,157 cc SACS (1996-2007)
- GSF1250, 1,255 cc enfriada a líquido (2007-)

Tots els models tenen motor DOHC de 4 cilindres en línia amb 4 vàlvules per cilindre. El motor del GSF600 està basat en el motor de la GSX-F 600, ajustat per donar un major parell-motor en revolucions mitjanes. El motor de la GSF1200 és una versió de pistons de major diàmetre de el motor de la GSXR1100, també calibrat per donar un major torque a les velocitats mitjanes del motor. Els models GXF650 i GXF1250 fan servir un nou motor d'injecció de combustible, refredat per líquid. El motor de la GSF1250 té un disc de balanç addicional per ajudar a reduir les vibracions del motor. En alguns mercats, incloent el Regne Unit, Suzuki li va llevar el nom bandit al model GSX1250.
Les versions 'S' tenen mitjans carenats, i començant el model 2000, tenen també doble far frontal. Les versions 'N' són sense carenat (naked) amb far frontal únic. La disponibilitat de les diferents versions depenia de país i any.